# Terri Garber
Terri Leslie Garber (ur. 28 grudnia 1960 w Miami) – amerykańska aktorka telewizyjna.

## Życiorys

### Wczesne lata
Urodziła się i wychowywała w Miami na Florydzie jako najmłodsze z trójki dzieci prawnika i nauczycielki gotowania. Mając cztery lata aż do trzynastego roku życia brała udział w pokazach jako modelka. Ukończyła jeden semestr na Boston University, zanim przeniosła się do Nowego Jorku. Początkowo jako nastolatka i dwudziestolatka była uzależniona od narkotyków.

### Kariera
Debiutowała na małym ekranie rolą Allison Linden w operze mydlanej NBC Teksas (Texas, 1982). Po roli doktor Judy Tyson w sitcomie NBC Pan Smith (Mr. Smith, 1983) i udziale w telewizyjnym westernie Warner Bros. Ziemia niczyja (No Man’s Land, 1984), zagrała w dwóch produkcjach kinowych – dramacie sensacyjnym Żołnierzyki (Toy Soldiers, 1984) z Timem Robbinsem i Tracy Scoggins oraz komedii Klucz do szczęścia (Key Exchange, 1985) z udziałem Danny’ego Aiello. 
Sława przyszła wraz z rolą uwodzicielskiej antagonistki Ashton Main Huntoon, żony polityka, młodszej siostry Orry’ego (Patrick Swayze) o diabolicznym usposobieniu w miniserialu ABC o wojnie secesyjnej – ekranizacji książki Johna Jakesa Północ-Południe (North and South, 1985) i dwóch sequelach – Północ - Południe II (North and South, Book II, 1986) i Niebo i piekło (Heaven & Hell: North & South, Book III, 1994). 
Popularność przyniosła jej także kreacja Leslie Carrington, bratanicy Blake’a Carringtona (John Forsythe) w operze mydlanej ABC Dynastia (Dynasty, 1987-88) oraz postać Suzanne Collier w operze mydlanej NBC Santa Barbara (1991-92). 
Pojawiła się również gościnnie w serialu kryminalnym CBS/BBC Napisała: Morderstwo (Murder, She Wrote, 1989), sitcomie NBC Moi dwaj tatusiowie (My Two Dads, 1989), serialu kryminalnym ABC Matlock (1989), serialu sensacyjno-przygodowym Raven (1993) z Jeffreyem Meekiem, operze mydlanej ABC Szpital miejski (General Hospital, 1993), serialu CBS Siódme niebo (7th Heaven, 1999), serialu Warner Bros. Ostry dyżur (ER, 2001) oraz serialu kryminalnym CBS Dowody zbrodni (Cold Case, 2004). 
Powróciła na kinowy ekran w komedii familijnej Urwisy w natarciu (Slappy and The Stinkers, 1998) i melodramacie komediowym Adam i Ewa (Adam and Eve, 2005). Zagrała potem rolę Iris Dumbrowski w operze mydlanej CBS As the World Turns (2005-2007).

### Życie prywatne
Na planie miniserialu Północ-Południe poznała swojego pierwszego męża Chrisa Hagera, pracownika technicznego. Urodziła córkę Molly (ur. 1986). W 1989 rozwiodła się z mężem. 
W 1987 spotykała się z Christopherem Cazenove’em, który na planie serialu Dynastia grał jej ojca, Bena Carringtona. 
21 lipca 2001 poślubiła producenta Franka Howsona, z którym rozwiodła się 24 czerwca 2002. 22 lutego 2013 po raz trzeci wyszła za mąż, za Williama Roudebusha, swojego nauczyciela teatralnego w liceum, z którym kiedyś była zaręczona, gdy miała 17 lat.

## Filmografia

### Filmy fabularne
- 1983: Lone Star (TV) jako zastępca Cissy Wells
- 1984: Żołnierzyki (Toy Soldiers) jako Amy
- 1984: Ziemia niczyja (No Man’s Land, TV) jako Brianne Wilder
- 1985: Klucz do szczęścia (Key Exchange) jako Amy
- 1998: Urwisy w natarciu (Slappy and The Stinkers) jako matka Witza
- 2001: Dziękuję Ci, dobrej nocy (Thank You, Good Night) jako namiętna kobieta
- 2005: Adam i Ewa (Adam and Eve) jako matka Ewy

### Seriale TV
- 1982: Teksas (Texas) jako Allison Linden
- 1983: Pan Smith (Mr. Smith) jako dr Judy Tyson
- 1985: Północ-Południe (North and South) jako Ashton Main Huntoon
- 1986: Północ - Południe II (North and South, Book II) jako Ashton Main Huntoon
- 1987-88: Dynastia (Dynasty) jako Leslie Carrington
- 1989: Napisała: Morderstwo (Murder, She Wrote) jako Loretta Lee
- 1989: Moi dwaj tatusiowie (My Two Dads) jako Karen Martin
- 1989: Matlock jako Valerie Walsh
- 1990: Gliniarz i prokurator jako Casey Quinn
- 1991: Rozmowy po północy (Midnight Caller) jako Kate Killian
- 1991-92: Santa Barbara jako Suzanne Collier
- 1993: Szpital miejski (General Hospital) jako Victoria Parker
- 1993: Raven jako Jennifer
- 1996: Renegat jako Lisa Corcoran
- 1999: Siódme niebo (7th Heaven) jako dr Nancy Burns
- 1994: Niebo i piekło (Heaven & Hell: North & South, Book III) jako Ashton Main Fenway
- 2001: Ostry dyżur (ER) jako dr Alexander
- 2001: Sprawy rodzinne (Family Law) jako 40-letnia kobieta
- 2001: Potyczki Amy jako Toni Eggers
- 2004: Dowody zbrodni (Cold Case) jako Abbey Lake
- 2005-2007: As the World Turns jako Iris Dumbrowski
- 2006: Prawo i bezprawie jako pani Carroll
- 2010: Prawo i porządek: Zbrodniczy zamiar jako pani Becker